# Declinul califatului ommeyad și apariția califatului abbasid
„Imperiul abbasid a reprezentat „epoca de aur” a Islamului, acoperind câteva secole (750-1258).” (cf. Grete Tartler)
Deși această a treia etapă a Islamului – apariția califatului abbasid – începută în anul 750, a reprezentat o epocă de înflorire a imperiului islamic pe toate planurile, nu putem totuși ignora perioada premergătoare, perioada omeyyadă, începută odată cu proclamarea lui Mu’awiya ca suveran al teritoriilor arabe și mutarea capitalei califale la Damasc.
Declinul califatului ommeyad
Declinul acestei dinastii, în timpul căreia s-a continuat cucerirea teritoriilor din Mediterana, începută încă din timpul califilor ortodocși, a fost rezultatul unor dispute religioase, transferate în plan politic, privind scaunul califal, exclusiv pentru membrii familiei lui Muḥammad, pentru descendenții lui Abbās, unchiul profetului. Deși principalul țel al califului Mu’awiya a fost acela al unității teritoriilor ocupate de musulmani, greșeala suveranului a fost încercarea de a crea o succesiune ereditară, numindu-și fiul, Yazīd drept succesor, dând naștere astfel unor nemulțumiri în rândul administrației califale. Odată cu întemeierea ramurii marwanide, chestiunile s-au complicat, deoarece Marwan I a stabilit ca cei doi fii ai săi să îl urmeze la tron, ῾Abd-al-Malik având însă întâietate. Această dorință a tatălui a alimentat însă disputele dintre cei doi frați, astfel că ῾Abd-al-Malik a încercat să deturneze succesiunea lui ῾Abd-al-Azīz, propriul său frate, dorindu-și ca fiii săi, al-Walīd și Sulaymān să-i urmeze pe tronul califal, în această ordine. Însă demersul lui ῾Abd-al-Malik a avut aceleași rezultate ca cel al tatălui său, al-Walīd încercând să-și numească drept succesori fiii, privându-l astfel de drepturi pe fratele său, Sulaymān. Din cauza acestei instabilități din interiorul califatului omeyyad și a nemulțumirii sunniților conservatori, care îi acuzau pe califii omeyyazi de nerespectarea Coranului, partizanii lui ῾Ali, șiiții, care nu uitaseră nici acum nedreptatea ce le fusese făcută, încep să câștige simpatizanți din rândul marii mase, care avea la rândul ei nemulțumiri de ordin economic și chiar și politic. Un alt factor al declinului acestei dinastii ar fi pretențiile la tronul califal al abbasizilor, descendenții unchiului profetului, Abbās. Datorită abilității lor și profitând de situația instabilă din interiorul califatului și de nemulțumirile administrației și maselor populare, abbasizii ajung în scurt timp liderii mișcării anti-omeyyade, mișcare ce își găsește susținători până în zona Khorasanului. Astfel se va forma o coaliție între abbasizi și forțele khorasaniene, șiite, nimicitoare pentru omeyyazi, condusă de Abbās, coaliție care milita pentru întoarcerea la islamul de tip ortodox și îndepărtarea elementelor de ordine existente. Pe lângă problemele venite din exterior, califatul omeyyad avea și probleme de ordin intern, revolte și chiar și război civil, în teritorii precum Irak sau Palestina. Ultimul ceas al califatului a venit odată cu prăbușirea capitalei și a principalului oraș irakian, Kūfa, unde în 748 Abbās va fi recunoscut drept calif. Însă califul Marwan, în încercarea de a-și recupera teritoriile, va porni într-o acțiune militară disperată, încheiată cu o înfrângere zdrobitoare, fiind astfel obligat să devină fugar. Va fi prins de trupele generalului ῾Abdallah ibn-῾Ali și ucis în Egipt, în 750. Trupele aceluiași general vor începe o acțiune sângeroasă de exterminare a omeyyazilor, singurul supraviețiutor fiind ῾Abd-al-Rahman ibn- Mu’awiya, cel care va întemeia în Spania un nou califat omeyyad, califatul de Cordoba. Astfel se încheie o epocă strict arabă din istoria arabilor și începe o alta, mult mai deschisă tuturor elementelor străine, în special celor persane.
Apariția califatului abbasid
Odată cu instaurarea noii dinastii abbaside, centrul puterii se va muta în estul imperiului, pe teritoriul Irakului, la Bagdad. Potrivit istoricilor, deși Abbās a fost primul calif recunoscut al acestei dinastii, adevăratul întemeietor este Al-Manṣūr, în timpul căruia a fost întemeiat orașul Bagdad, perla imperiului islamic. În teritoriile arabe, odată cu instaurarea noului regim, va avea loc o deschidere către elementele străine, o renaștere a culturii antice, a artelor și o înflorire a tuturor domeniilor artistice și chiar și a științelor exacte, acesta fiind motivul pentru care istoricii prezintă perioada abbasidă ca o „epocă de aur” a imperiului islamic, epocă ce s-a întins de-a lungul secolelor, până la invazia mongolă a Bagdadului, în anul 1258. Odată cu mutarea centrului puterii și administrației la Bagdad, orașul va deveni de asemenea și capitala culturii arabe, capitală ce a găzduit de-a rândul secolelor vârfurile de lance ale științelor, artelor și literaturii, califii abbasizi fiind adevărați mecena care au încurajat deschiderile culturale ale epocii. Mutarea capitalei de la Damasc la Bagdad, în anul 762, a fost însă o strategie a conducătorului Al-Manṣūr, prin care își asigura stabilitatea pe scaunul califal, fiind astfel mai aproape de regiunea Khorasanului, unde îi avea ca susținători pe mawāli (musulmani non-arabi). Acest demers a asigurat pătrunderea culturii persane pe teritoriul arab și îmbogățirea acesteia cu elemente persane. De asemenea, odată cu mutarea centrului puterii în această zonă, califul îșî îndreaptă atenția către răsărit, către Persia, India și chiar și Asia, fără să piardă însă din vedere teritoriile de la Mediterana. Să nu uităm însă că Irakul era și cea mai bogată provincie, care aducea cele mai mari venituri în vistieria imperiului. Deși asistăm la o deschidere către elementele persane, totuși abbasizii rămân o dinastie pur arabă cu o civilizație și limbă proprii, majoritatea funcțiilor administrative rămânând ocupate de arabi. (cf. Clot). Odată cu stabilizarea situației interne, califul va relua incursiunile militare la granițele imperiului, continuând astfel și luptele împotriva bizantinilor, începute încă din perioada dinastiei omeyyade. „Până la slăbirea califatului, statul abbasid va rămâne un stat centralitzat în mâinile unui suverana cărui autoritate nelimitată se va extinde până în provinciile cele mai depărtate” (cf. Clot) Tot Al-Manṣūr va introduce funcția de vizir în cadrul administrației califale și numește un persan în această funcție, persan care îi va deveni mai târziu chiar și consilier. Conducătorul controlează strict administrația și își desemnează singur guvernatorii, aceștia fiind aleși chiar din familie. Totodată, înalților funcționari numiți de calif le sunt urmărite toate actiunile de o armată de spioni, trimisă de Al-Manṣūr. Deși un conducător strict și dur, Al-Manṣūr a reușit, prin demersurile sale, să asigure stabilitatea noului regim prin reformele sale și să contribuie la îmbogățirea culturii deja existente pe teritoriul arab, atât pe plan literar și științific, cât și pe plan artistic. După moartea sa, au existat ca și în cazul omeyyazilor, probleme cu succesiunea, deși aceasta fusese rezolvată de Saffah în momentul în care îl desemnase pe Isa, unul dintre nepoții săi, al doilea moștenitor (după Al-Manṣūr). După moartea tatălui său, fiul lui Al-Manṣūr, Muḥammad va intra în conflict cu Isa, moștenitorul de drept al califatului, conflict rezolvat însă cu ajutorul unor compensații financiare din partea lui Muḥammad.